# Ambrogio Annoni
Ambrogio Annoni (Affori, 16 agosto 1882 – Milano, 3 marzo 1954) è stato un architetto e teorico dell'architettura italiano.
Fu teorico del restauro, funzionario nelle Soprintendenze ai monumenti dal 1910 al 1926, assistente e poi docente per oltre quarant'anni al Politecnico di Milano dal 1909.

## Biografia
Ambrogio Annoni è nato da Luigi Annoni (un ingegnere che spese la sua vita insegnando nelle scuole comunali milanesi tanto da meritarsi l'intitolazione di una via) e Sara Aielli, ed è stato allievo di Camillo Boito. Nel 1921 al Politecnico di Milano è titolare del corso Organismi e Forme dell'Architettura che si sviluppa poi nei due insegnamenti Carattere storico degli Edifici e Restauro dei monumenti. Dal 1936 i due corsi diventano Caratteri stilistici e costruttivi dei Monumenti e Restauro dei monumenti nella Facoltà di architettura nel frattempo istituita.
Grande conoscitore di storia dell'architettura, scrive numerosi saggi su edifici milanesi (Duomo, chiesa di Santa Maria di Brera) e su grandi architetti operanti a Milano, quali Leonardo, Bramante, Galeazzo Alessi e Giuseppe Piermarini.
Annoni fu autore o supervisore di numerosi restauri soprattutto a Ravenna (dove fu soprintendente dal 1920 al 1922), Pavia e Milano. Lavora sino al 1926 alla Soprintendenza di Ravenna, designato da Corrado Ricci, dove diresse i restauri della tomba di Dante, del Palazzo Comunale, della chiesa di San Giovanni Evangelista, della chiesa di San Francesco e della chiesa di Santa Chiara.
Teorico del restauro, si occupa assiduamente anche di interventi sull'esistente, sostenendo la possibilità di inserire architetture contemporanee in ambienti storici e opponendosi al restauro stilistico.
L'importanza del suo contributo alla teoria del restauro è da attribuirsi alla sua negazione di metodi standardizzati: Annoni rifugge da teorizzazioni e schematizzazioni astratte a favore della cosiddetta "teoria del caso per caso", ovvero dell'adattamento del metodo al singolo progetto.
Dei suoi lavori di restauro si ricordano: il Broletto e il Palazzo del Podestà a Pavia, la chiesa di San Vincenzo a Galliano di Cantù; la Villa della Bicocca (l'edificio quattrocentesco della Bicocca presso Milano, 1922), la Sala Vinciana alla Pinacoteca Ambrosiana, la chiesa di San Pietro in Gessate e il progetto di restauro dell'Ospedale Maggiore di Milano.
Annoni rifiuta la priorità della ricerca dell'unità di stile, come si può notare nei restauri di San Pietro in Gessate - per il quale richiede il mantenimento del portale barocco, per evitare una ricostruzione in stile - e del Broletto di Pavia, edificio nel quale cerca di portare alla luce e tutelare le molteplici stratificazioni storiche.
Alcuni suoi progetti mostrano inoltre soluzioni coraggiosamente lontane dai modi del tempo - che hanno aperto la strada all'inserimento di elementi dichiaratamente moderni all'interno di edifici storici - come la mancata ricostruzione della navata minore della Basilica di Galliano, a Cantù, per la quale propone invece il semplice tamponamento delle arcate con una vetrata.
Annoni fu tra i primi a sottolineare l'importanza del rilievo metrico degli edifici come mezzo di conoscenza storico-critica, oltre che geometrica dell'architettura.
In sintesi l'atteggiamento di Annoni verso il restauro può essere riassunto con le sue stesse parole:
(Ambrogio Annoni, Scienza ed arte del restauro architettonico. Idee ed esempi, Edizioni Artistiche Framar, Milano, 1946, p. 14.)
Fra i principali allievi di Annoni si ricordano Liliana Grassi e Carlo Perogalli; quest'ultimo ne raccolse le lezioni nell'opera monografica Scienza ed arte del restauro architettonico. Idee ed esempi, pubblicata nel 1946 e ancora Luigi Guagliumi (1913-1995), docente al Politecnico di Milano (medaglia d'argento per i 35 anni di insegnamento, Istituto di Disegno e Restauro presso la Facoltà di Architettura e di Tecnica Urbanistica sempre presso il medesimo Ateneo) ed insignito di Ambrogino d'oro del Comune di Milano, il quale ricorda il proprio maestro nella Monografia "Studio per il rilievo disegno restauro e trasporto di un antico monumento 'la Cascina Pozzobonelli in Milano', (Tamburini editore, 2a edizione, Milano, 1958), rielaborazione della tesi di laurea elaborata con il collega P.G.Castiglioni nel 1937.Da rilevare come lo stesso Prof.Ambrogio Annoni applicasse con successo nel 1942 la metodica(preconizzata nel suddetto studio) del trasporto di monumenti nel caso della porzione residua del Chiostro di Sant'Erasmo in Milano.
Ambrogio Annoni riposa al Riparto XVII del Cimitero Monumentale di Milano, nella tomba 158.

## Archivio
L'archivio di Ambrogio Annoni è articolato i due sezioni. La prima sezione conservata presso la Cassa rurale ed artigiana di Cantù - Banca di credito cooperativo scrl, è costituita dalla documentazione relativa all'attività svolta dell'architetto dal 1909 al 1950 per il progetto e il cantiere di restauro della basilica di San Vincenzo a Galliano di Cantù e si compone di 7 faldoni in formato A4 contenenti i seguenti materiali: 2 disegni tecnici a matita su carta da lucido, 1 schizzo prospettico a matita su carta (recto e verso), 7 riproduzioni di disegni tecnici, 97 fotografie originali di disegni e del cantiere, 18 articoli e pubblicazioni, documenti e carteggi manoscritti e dattiloscritti.
L'altra sezione è conservata presso il Politecnico di Milano, questa documentazione ed è relativa all'attività svolta da Annoni dal 1921 al 1954 nei seguenti settori: progettazione architettonica e di restauro, didattica universitaria. L'archivio conserva anche 782 disegni eseguiti dagli allievi dei corsi universitari di Ambrogio Annoni a partire dall'A. A. 1921-22. 
Altri documenti sono conservati presso l'Archivio Centrale di Stato di Roma, le Soprintendenze per i Beni Architettonici e per il Paesaggio di Milano e di Ravenna, l'Archivio Storico del Castello Sforzesco di Pavia, la Biblioteca Civica Bonetta di Pavia.

## Opere

### Restauri
Fra i più importanti restauri:
- Ravenna: le chiese di San Giovanni Evangelista, San Francesco e Santa Chiara; il Palazzetto Veneziano.
- Pomposa: Palazzo della Ragione.
- Pavia: il Broletto e Porta Nuova.
- Cantù: Basilica di Galliano.
- Sassari:Basilica del Sacro Cuore.
- Milano: le chiese di San Pietro in Gessate e Santa Maria Bianca in Casoretto, la Bicocca degli Arcimboldi, Villa Mirabello, e l'Ospedale Sforzesco dopo i danni della Seconda guerra mondiale.

### Pubblicazioni
- Il cimitero monumentale di Milano, Milano, E. Bonomi, 1913.
- Dell'edificio "Bramantesco" di S. Maria alla fontana in Milano, Milano, Alfieri & Lacroix, 1914.
- L'opera della Soprintendenza ai monumenti della Romagna per il 6. centenario dantesco, Milano, Bestetti e Tumminelli, 1921.
- L'edificio quattrocentesco della Bicocca presso Milano, Milano, Pirelli & C. 1922.
- Il Convento delle Dame Vergini della Vettabbia in Milano, Milano, Bestetti & Tumminelli, 1922
- La tomba del Poeta e il recinto dantesco, Milano, Bestetti e Tuminelli, 1924.
- Le chiese di Pavia, Firenze, F.lli Alinari, 1925.
- Renzo Gerla, Ginevra, Maestri dell'architettura, 1931.
- Di alcuni dipinti della Bicocca degli Arcimboldi, Roma-Milano, Ist. romano di arti grafiche di Tumminelli & C., 1934.
- Antiche e nuove vicende della tomba di Dante, Milano, Hoepli, 1935.
- L'edificio sforzesco dell'Ospedale Maggiore di Milano e la sua rinascita, Milano, Hoepli, 1941.
- Scienza ed arte del restauro architettonico. Idee ed esempi, Edizioni Artistiche Framar, Milano, 1946.
- Organismi e forme dell'architettura. Idee ed esempi. Elenco delle monografie svolte per i corsi di Caratteri stilistici e costruttivi e di Restauro dei monumenti alla Facoltà di architettura del Politecnico di Milano, Milano, Tamburini, 1952.